# 2甲4氯丁酸
2甲4氯丁酸（英語：Mecoprop，也称为氯苯氧丁酸，IUPAC名：4-(4-chloro-o-tolyloxy)butyric acid，CAS名：4-(4-chloro-2-methylphenoxy)butanoic acid ，缩写MCPB或2,4-MCPB）是一种除草剂。它和二甲氨基甲酸三甲基硅酯反应，可以得到2甲4氯丁酸三甲基硅酯。